# Mein letzter Film
Pour plus de détails, voir Fiche technique et Distribution.
Mein letzter Film (en français, Mon dernier film) est un film allemand réalisé par Oliver Hirschbiegel, sorti en 2002.

## Synopsis
Une actrice vieillissante se confie devant la caméra tenue par un directeur de la photographie. Dans ce monologue de 90 minutes, elle décrit les hauts et les bas de sa carrière et de sa vie, avant qu'elle se donne une nouvelle vie.

## Fiche technique
- Titre : Mein letzter Film
- Réalisation : Oliver Hirschbiegel assisté de Behnam Firusmand
- Scénario : Bodo Kirchhoff (de)
- Direction artistique : Christian Bussmann
- Costumes : Claudia Bobsin
- Photographie : Rainer Klausmann
- Son : Kai Lüde, Marcus Winson
- Montage : Martina Matuschewski (de)
- Production : Hubertus Meyer-Burckhardt, Claudia Schröder
- Sociétés de production : Multimedia Niedersachsen Film- und Fernsehproduktion Gmbh
- Société de distribution : Academy Films Stuttgart/Ludwigsburg
- Pays d'origine :  Allemagne
- Langue : allemand
- Format : Couleur - 1,85:1 - Dolby - 35 mm
- Genre : Drame
- Durée : 90 minutes
- Dates de sortie :
  -  Allemagne : 28 novembre 2002.
  -  Autriche : 13 décembre 2002.
  -  Suisse : 19 juin 2003.

## Synopsis
- Hannelore Elsner : Marie
- Wanja Mues : Le directeur de la photographie

## Source de la traduction
- (de) Cet article est partiellement ou en totalité issu de l’article de Wikipédia en allemand intitulé « Mein letzter Film » (voir la liste des auteurs).